# 曾伟 (1968年)
曾伟（1968年9月13日—），祖籍江西省吉安市，前中共中央政治局常委、中央书记处书记曾庆红之子。曾长期从事与中国有关的石油贸易，他的经济活动涉及到中国经济的各个领域，后通过商务移民方式入籍澳大利亚。曾伟有頗多負面傳聞，外界指出，曾伟积聚很多财富，有贪腐嫌疑，给曾庆红带来不少压力。

## 山东鲁能案
据香港《开放杂志》报道，曾伟曾鯨吞資產高達700億人民币的大型電力國營企業山東魯能集團。2007年，傳媒人胡舒立任主编时期的《財經》雜誌最先揭露此案，该杂志發表記者李其諺和王曉冰的調查報導《誰的魯能》一文，揭露山東第一大企業魯能集團的实际控制人已經易手，被廉價收購，成為私企，资产达738億的魯能，收購價僅得37.3億元。在这笔資產轉換中，700億的國家資產被吃掉，整个收購的過程非常隱秘和複雜，外行根本看不懂。實際收购人被爆是曾慶紅的儿子曾伟。2006年12月，原中國電力方面的官员陳望祥上書国务院，要求其成立专案調查組，查清魯能產權轉變中可能涉及的腐敗問題，但這封信没得到回应。而现今鲁能集团为中国中央企业中国綠發投资集团有限公司全资子公司，属于国有企业。

## 巨资购豪宅
2010年4月24日，澳大利亚《悉尼先驱晨报》报道曾伟和妻子蒋梅，在2007年-2008年，移民澳大利亚后，花费3240万澳币买下位于悉尼Point Piper区的豪宅Craig-y-Mor，该笔交易是澳大利亚房地产交易史上第三昂貴的豪宅交易。同时，这笔交易发生在魯能產權轉移案被曝光之后的2008年前后，外界称其有避禍出走嫌疑。

## 巨资拆豪宅
前述豪宅因“太旧”，曾伟欲将其拆除。

## 家庭
- 父亲：曾庆红（1937年8月20日-），原中共中央政治局常委、中共中央书记处书记。
- 母亲：王凤清（1940年11月-），原国家出入境检验检疫总局副局长。